# 夏嘉翎
夏嘉翎（1992年5月11日—），新聞主播夏嘉璐的妹妹，因高挑身材及清新獨特氣質，大學時期就開始模特兒工作；報章雜誌平面拍攝經驗豐富，也出演過多支廣告及MV。

## MV
- 2016年《鄭秀文_犀利》
- 2016年《辛曉琪_My Dear You 我親愛的你》

## 電視劇
- 2017年《翻牆的記憶》飾演小惠
- 2019年《天堂的微笑》飾演顏以欣
- 2020年《姊妹們追吧》飾演Amber
- 2025年《拜六禮拜》飾演女租客

## 廣告
2017
- 屈臣氏多一元加一件 美麗平等篇

2016
- 全聯火鍋祭 名店篇
- 仕高利達用心LEAD挺每種可能2016全新獻映

2015
- ONF-FLAT ONE 智慧節能水族燈
- 大家房屋 找到家篇
- 摩斯漢堡 機關篇
- Hi-plus氣泡飲 好喝自然Hi
- 智付寶pay2go-行動邂逅篇

2014
- 台灣之星 88系列費率 姊妹篇
- 台灣之星 全台首創 data無限遞延 該你的就是你的!